# Wilhelm Bruno Lindner
Wilhelm Bruno Lindner (* 20. März 1814 in Leipzig; † 18. Mai 1876 ebenda) war ein deutscher Theologieprofessor und Bücherdieb.

## Leben
Sein Vater Friedrich Wilhelm Lindner war ab 1815 ordentlicher Professor für Philosophie und ab 1825 Professor für Katechetik an der Theologischen Fakultät der Leipziger Universität. Als Kind erlitt Wilhelm Bruno Lindner einen Unfall und musste daraufhin lange Zeit das Bett hüten.

Ungefähre Lage des Wohnhauses von W. B. Lindner

Lindner studierte vom Sommersemester 1832 bis etwa zum Sommersemester 1835 in Leipzig Theologie. 1839 habilitierte er sich und lehrte ab 1840 als Privatdozent für Theologie. Im Wintersemester 1845/46 wurde er außerordentlichen Professor und Frühprediger an der Universitätskirche. Er veröffentlichte ein Lehrbuch der christlichen Kirchengeschichte sowie weitere Werke.
1848 gründete Lindner den „Verein für brotlose Arbeiter“ mit, dem er als Vorsitzender angehörte.
Im September 1849 bei Gründung des Lutherischen Zentralvereins in Preußen unterschrieben Lindner und sein Vater den „Zuruf der lutherischen Vereine an die evangelisch-lutherischen Gemeinden in Preußen“.
Wilhelm Bruno Lindner heiratete 1850 Benedicta Ulrica Friederike, geb. Engel, mit der er acht Kinder hatte. Zwei von ihnen verstarben noch sehr jung 1859 nach schwerer Krankheit. Nur fünf Kinder erreichten das Erwachsenenalter. Die Familie wohnte in der Lindenstraße 8.
1859 verlor Lindner wegen Handschriftendiebstahls seine Professur und wurde 1860 zu sechs Jahren Arbeitshaus verurteilt. 1861 wurde die Strafe zu Gefängnishaft geändert. 1863 wurde er durch königliche Begnadigung vorfristig aus dem Gefängnis Hubertusburg entlassen.
Über seine Zeit nach der Entlassung ist nichts bekannt, vor allem weil Lindner nicht mehr in Akten der Universität Leipzig Erwähnung findet. Aus den Leipziger Adressbüchern dieser Zeit ist jedoch zu erfahren, dass er bis zu seinem Tod 1876 in dem Haus in der Lindenstraße (heute An der Verfassungslinde) 8 (auch als Ulrichsgasse 55, 56 oder Thalstraße 29 bezeichnet) lebte, das er nach dem Tod seines Vaters 1864 geerbt hatte. Danach ging das Haus in den Besitz seiner Frau über.
Wilhelm Bruno Lindner wurde im Erbbegräbnis der Familie Lindner in der II. Abteilung (Nr. 97) des Neuen Johannisfriedhofs beerdigt.

### Stammtafel
|                                                                                       |                                                                                       |                                                                                       |                                                                                       |                                                                                       |                                                                                       |  |  |                                           |                                           |                                           |                                           | | | Gottliebe Elisabeth geb. Rudolph (1780–?)                                                                              | Gottliebe Elisabeth geb. Rudolph (1780–?)                                                                              | Gottliebe Elisabeth geb. Rudolph (1780–?)                                                                              | Gottliebe Elisabeth geb. Rudolph (1780–?)                                                                              | Gottliebe Elisabeth geb. Rudolph (1780–?)                                            | Gottliebe Elisabeth geb. Rudolph (1780–?)                                            |                                                                                      |                                                                                      |                                   |                                   |                                                    |                                                    | Friedrich Wilhelm Lindner (1779–1864)              | Friedrich Wilhelm Lindner (1779–1864)              | Friedrich Wilhelm Lindner (1779–1864)              | Friedrich Wilhelm Lindner (1779–1864)              | Friedrich Wilhelm Lindner (1779–1864) | Friedrich Wilhelm Lindner (1779–1864) |                                                                               |                                                                               |                                                                               |                                                                               |                                                                               |                                                                               |  |  |                                                                               |                                                                               |                                                                               |                                                                               |                                                                               |                                                                               |                                                                      |                                                                      |                                                                                         |                                                                                         |                                                                                         |                                                                                         |                                                                                         |                                                                                         |             |             |                                                |                                                |                                                |                                                |                                                |                                                |
|                                                                                       |                                                                                       |                                                                                       |                                                                                       |                                                                                       |                                                                                       |  |  |                                           |                                           |                                           |                                           | | | Gottliebe Elisabeth geb. Rudolph (1780–?)                                                                              | Gottliebe Elisabeth geb. Rudolph (1780–?)                                                                              | Gottliebe Elisabeth geb. Rudolph (1780–?)                                                                              | Gottliebe Elisabeth geb. Rudolph (1780–?)                                                                              | Gottliebe Elisabeth geb. Rudolph (1780–?)                                            | Gottliebe Elisabeth geb. Rudolph (1780–?)                                            |                                                                                      |                                                                                      |                                   |                                   |                                                    |                                                    | Friedrich Wilhelm Lindner (1779–1864)              | Friedrich Wilhelm Lindner (1779–1864)              | Friedrich Wilhelm Lindner (1779–1864)              | Friedrich Wilhelm Lindner (1779–1864)              | Friedrich Wilhelm Lindner (1779–1864) | Friedrich Wilhelm Lindner (1779–1864) |                                                                               |                                                                               |                                                                               |                                                                               |                                                                               |                                                                               |  |  |                                                                               |                                                                               |                                                                               |                                                                               |                                                                               |                                                                               |                                                                      |                                                                      |                                                                                         |                                                                                         |                                                                                         |                                                                                         |                                                                                         |                                                                                         |             |             |                                                |                                                |                                                |                                                |                                                |                                                |
|                                                                                       |                                                                                       |                                                                                       |                                                                                       |                                                                                       |                                                                                       |  |  |                                           |                                           |                                           |                                           | | | | | | |                                                                                      |                                                                                      |                                                                                      |                                                                                      |                                   |                                   |                                                    |                                                    |                                                    |                                                    |                                                    |                                                    |                                       |                                       |                                                                               |                                                                               |                                                                               |                                                                               |                                                                               |                                                                               |  |  |                                                                               |                                                                               |                                                                               |                                                                               |                                                                               |                                                                               |                                                                      |                                                                      |                                                                                         |                                                                                         |                                                                                         |                                                                                         |                                                                                         |                                                                                         |             |             |                                                |                                                |                                                |                                                |                                                |                                                |
|                                                                                       |                                                                                       |                                                                                       |                                                                                       |                                                                                       |                                                                                       |  |  |                                           |                                           |                                           |                                           | | | | | | |                                                                                      |                                                                                      |                                                                                      |                                                                                      |                                   |                                   |                                                    |                                                    |                                                    |                                                    |                                                    |                                                    |                                       |                                       |                                                                               |                                                                               |                                                                               |                                                                               |                                                                               |                                                                               |  |  |                                                                               |                                                                               |                                                                               |                                                                               |                                                                               |                                                                               |                                                                      |                                                                      |                                                                                         |                                                                                         |                                                                                         |                                                                                         |                                                                                         |                                                                                         |             |             |                                                |                                                |                                                |                                                |                                                |                                                |
|                                                                                       |                                                                                       |                                                                                       |                                                                                       |                                                                                       |                                                                                       |  |  |                                           |                                           |                                           |                                           | | | | | | |                                                                                      |                                                                                      |                                                                                      |                                                                                      |                                   |                                   |                                                    |                                                    |                                                    |                                                    |                                                    |                                                    |                                       |                                       |                                                                               |                                                                               |                                                                               |                                                                               |                                                                               |                                                                               |  |  |                                                                               |                                                                               |                                                                               |                                                                               |                                                                               |                                                                               |                                                                      |                                                                      |                                                                                         |                                                                                         |                                                                                         |                                                                                         |                                                                                         |                                                                                         |             |             |                                                |                                                |                                                |                                                |                                                |                                                |
|                                                                                       |                                                                                       |                                                                                       |                                                                                       |                                                                                       |                                                                                       |  |  |                                           |                                           |                                           |                                           | Benedicta Ulrica Friederike Lindner geb. Engel (* 19. November 1830 in Kloster Malchow; † 23. Oktober 1902 in Dresden) | Benedicta Ulrica Friederike Lindner geb. Engel (* 19. November 1830 in Kloster Malchow; † 23. Oktober 1902 in Dresden) | Benedicta Ulrica Friederike Lindner geb. Engel (* 19. November 1830 in Kloster Malchow; † 23. Oktober 1902 in Dresden) | Benedicta Ulrica Friederike Lindner geb. Engel (* 19. November 1830 in Kloster Malchow; † 23. Oktober 1902 in Dresden) | Benedicta Ulrica Friederike Lindner geb. Engel (* 19. November 1830 in Kloster Malchow; † 23. Oktober 1902 in Dresden) | Benedicta Ulrica Friederike Lindner geb. Engel (* 19. November 1830 in Kloster Malchow; † 23. Oktober 1902 in Dresden) |                                                                                      |                                                                                      | Wilhelm Bruno Lindner (1814–1876)                                                    | Wilhelm Bruno Lindner (1814–1876)                                                    | Wilhelm Bruno Lindner (1814–1876) | Wilhelm Bruno Lindner (1814–1876) | Wilhelm Bruno Lindner (1814–1876)                  | Wilhelm Bruno Lindner (1814–1876)                  |                                                    |                                                    |                                                    |                                                    |                                       |                                       | Carl Friedrich Traugott Lindner (* 5. Oktober 1813 in Weida; † 18. März 1880) | Carl Friedrich Traugott Lindner (* 5. Oktober 1813 in Weida; † 18. März 1880) | Carl Friedrich Traugott Lindner (* 5. Oktober 1813 in Weida; † 18. März 1880) | Carl Friedrich Traugott Lindner (* 5. Oktober 1813 in Weida; † 18. März 1880) | Carl Friedrich Traugott Lindner (* 5. Oktober 1813 in Weida; † 18. März 1880) | Carl Friedrich Traugott Lindner (* 5. Oktober 1813 in Weida; † 18. März 1880) |  |  |                                                                               |                                                                               | Auguste Emilie L., geb. Baag (* 22. September 1817; † 23. März 1895)          | Auguste Emilie L., geb. Baag (* 22. September 1817; † 23. März 1895)          | Auguste Emilie L., geb. Baag (* 22. September 1817; † 23. März 1895)          | Auguste Emilie L., geb. Baag (* 22. September 1817; † 23. März 1895)          | Auguste Emilie L., geb. Baag (* 22. September 1817; † 23. März 1895) | Auguste Emilie L., geb. Baag (* 22. September 1817; † 23. März 1895) |                                                                                         |                                                                                         |                                                                                         |                                                                                         | Ida Lindner                                                                             | Ida Lindner                                                                             | Ida Lindner | Ida Lindner | Ida Lindner                                    | Ida Lindner                                    |                                                |                                                |                                                |                                                |
|                                                                                       |                                                                                       |                                                                                       |                                                                                       |                                                                                       |                                                                                       |  |  |                                           |                                           |                                           |                                           | Benedicta Ulrica Friederike Lindner geb. Engel (* 19. November 1830 in Kloster Malchow; † 23. Oktober 1902 in Dresden) | Benedicta Ulrica Friederike Lindner geb. Engel (* 19. November 1830 in Kloster Malchow; † 23. Oktober 1902 in Dresden) | Benedicta Ulrica Friederike Lindner geb. Engel (* 19. November 1830 in Kloster Malchow; † 23. Oktober 1902 in Dresden) | Benedicta Ulrica Friederike Lindner geb. Engel (* 19. November 1830 in Kloster Malchow; † 23. Oktober 1902 in Dresden) | Benedicta Ulrica Friederike Lindner geb. Engel (* 19. November 1830 in Kloster Malchow; † 23. Oktober 1902 in Dresden) | Benedicta Ulrica Friederike Lindner geb. Engel (* 19. November 1830 in Kloster Malchow; † 23. Oktober 1902 in Dresden) |                                                                                      |                                                                                      | Wilhelm Bruno Lindner (1814–1876)                                                    | Wilhelm Bruno Lindner (1814–1876)                                                    | Wilhelm Bruno Lindner (1814–1876) | Wilhelm Bruno Lindner (1814–1876) | Wilhelm Bruno Lindner (1814–1876)                  | Wilhelm Bruno Lindner (1814–1876)                  |                                                    |                                                    |                                                    |                                                    |                                       |                                       | Carl Friedrich Traugott Lindner (* 5. Oktober 1813 in Weida; † 18. März 1880) | Carl Friedrich Traugott Lindner (* 5. Oktober 1813 in Weida; † 18. März 1880) | Carl Friedrich Traugott Lindner (* 5. Oktober 1813 in Weida; † 18. März 1880) | Carl Friedrich Traugott Lindner (* 5. Oktober 1813 in Weida; † 18. März 1880) | Carl Friedrich Traugott Lindner (* 5. Oktober 1813 in Weida; † 18. März 1880) | Carl Friedrich Traugott Lindner (* 5. Oktober 1813 in Weida; † 18. März 1880) |  |  |                                                                               |                                                                               | Auguste Emilie L., geb. Baag (* 22. September 1817; † 23. März 1895)          | Auguste Emilie L., geb. Baag (* 22. September 1817; † 23. März 1895)          | Auguste Emilie L., geb. Baag (* 22. September 1817; † 23. März 1895)          | Auguste Emilie L., geb. Baag (* 22. September 1817; † 23. März 1895)          | Auguste Emilie L., geb. Baag (* 22. September 1817; † 23. März 1895) | Auguste Emilie L., geb. Baag (* 22. September 1817; † 23. März 1895) |                                                                                         |                                                                                         |                                                                                         |                                                                                         | Ida Lindner                                                                             | Ida Lindner                                                                             | Ida Lindner | Ida Lindner | Ida Lindner                                    | Ida Lindner                                    |                                                |                                                |                                                |                                                |
|                                                                                       |                                                                                       |                                                                                       |                                                                                       |                                                                                       |                                                                                       |  |  |                                           |                                           |                                           |                                           | | | | | | |                                                                                      |                                                                                      |                                                                                      |                                                                                      |                                   |                                   |                                                    |                                                    |                                                    |                                                    |                                                    |                                                    |                                       |                                       |                                                                               |                                                                               |                                                                               |                                                                               |                                                                               |                                                                               |  |  |                                                                               |                                                                               |                                                                               |                                                                               |                                                                               |                                                                               |                                                                      |                                                                      |                                                                                         |                                                                                         |                                                                                         |                                                                                         |                                                                                         |                                                                                         |             |             |                                                |                                                |                                                |                                                |                                                |                                                |
|                                                                                       |                                                                                       |                                                                                       |                                                                                       |                                                                                       |                                                                                       |  |  |                                           |                                           |                                           |                                           | | | | | | |                                                                                      |                                                                                      |                                                                                      |                                                                                      |                                   |                                   |                                                    |                                                    |                                                    |                                                    |                                                    |                                                    |                                       |                                       |                                                                               |                                                                               |                                                                               |                                                                               |                                                                               |                                                                               |  |  |                                                                               |                                                                               |                                                                               |                                                                               |                                                                               |                                                                               |                                                                      |                                                                      |                                                                                         |                                                                                         |                                                                                         |                                                                                         |                                                                                         |                                                                                         |             |             |                                                |                                                |                                                |                                                |                                                |                                                |
| Hermann Friedrich Wilhelm (* 6. April 1852 in Leipzig; † 14. Februar 1922 in Dresden) | Hermann Friedrich Wilhelm (* 6. April 1852 in Leipzig; † 14. Februar 1922 in Dresden) | Hermann Friedrich Wilhelm (* 6. April 1852 in Leipzig; † 14. Februar 1922 in Dresden) | Hermann Friedrich Wilhelm (* 6. April 1852 in Leipzig; † 14. Februar 1922 in Dresden) | Hermann Friedrich Wilhelm (* 6. April 1852 in Leipzig; † 14. Februar 1922 in Dresden) | Hermann Friedrich Wilhelm (* 6. April 1852 in Leipzig; † 14. Februar 1922 in Dresden) |  |  | Martin Traugott Bruno Lindner (1853–1930) | Martin Traugott Bruno Lindner (1853–1930) | Martin Traugott Bruno Lindner (1853–1930) | Martin Traugott Bruno Lindner (1853–1930) | Martin Traugott Bruno Lindner (1853–1930)                                                                              | Martin Traugott Bruno Lindner (1853–1930)                                                                              | | | Winfried Traugott Woldemar (* 18. Mai 1855 in Leipzig; † 19. Mai 1934 in Hosterwitz)                                   | Winfried Traugott Woldemar (* 18. Mai 1855 in Leipzig; † 19. Mai 1934 in Hosterwitz)                                   | Winfried Traugott Woldemar (* 18. Mai 1855 in Leipzig; † 19. Mai 1934 in Hosterwitz) | Winfried Traugott Woldemar (* 18. Mai 1855 in Leipzig; † 19. Mai 1934 in Hosterwitz) | Winfried Traugott Woldemar (* 18. Mai 1855 in Leipzig; † 19. Mai 1934 in Hosterwitz) | Winfried Traugott Woldemar (* 18. Mai 1855 in Leipzig; † 19. Mai 1934 in Hosterwitz) |                                   |                                   | Frieda Gottliebe Mathilde (* 7. Juli 1856; † 1859) | Frieda Gottliebe Mathilde (* 7. Juli 1856; † 1859) | Frieda Gottliebe Mathilde (* 7. Juli 1856; † 1859) | Frieda Gottliebe Mathilde (* 7. Juli 1856; † 1859) | Frieda Gottliebe Mathilde (* 7. Juli 1856; † 1859) | Frieda Gottliebe Mathilde (* 7. Juli 1856; † 1859) |                                       |                                       | Ida Elisabeth (* 3. August 1858; † 1859)                                      | Ida Elisabeth (* 3. August 1858; † 1859)                                      | Ida Elisabeth (* 3. August 1858; † 1859)                                      | Ida Elisabeth (* 3. August 1858; † 1859)                                      | Ida Elisabeth (* 3. August 1858; † 1859)                                      | Ida Elisabeth (* 3. August 1858; † 1859)                                      |  |  | Maria Clementine (* 7. Oktober 1859 in Leipzig; † 1. Februar 1940 in Dresden) | Maria Clementine (* 7. Oktober 1859 in Leipzig; † 1. Februar 1940 in Dresden) | Maria Clementine (* 7. Oktober 1859 in Leipzig; † 1. Februar 1940 in Dresden) | Maria Clementine (* 7. Oktober 1859 in Leipzig; † 1. Februar 1940 in Dresden) | Maria Clementine (* 7. Oktober 1859 in Leipzig; † 1. Februar 1940 in Dresden) | Maria Clementine (* 7. Oktober 1859 in Leipzig; † 1. Februar 1940 in Dresden) |                                                                      |                                                                      | Ida Julie Telma Katharina (* 21. April 1864 in Leipzig; † 7. Januar 1891 in Dreibergen) | Ida Julie Telma Katharina (* 21. April 1864 in Leipzig; † 7. Januar 1891 in Dreibergen) | Ida Julie Telma Katharina (* 21. April 1864 in Leipzig; † 7. Januar 1891 in Dreibergen) | Ida Julie Telma Katharina (* 21. April 1864 in Leipzig; † 7. Januar 1891 in Dreibergen) | Ida Julie Telma Katharina (* 21. April 1864 in Leipzig; † 7. Januar 1891 in Dreibergen) | Ida Julie Telma Katharina (* 21. April 1864 in Leipzig; † 7. Januar 1891 in Dreibergen) |             |             | Carl Friedrich Ernst (* 13. Februar 1866; † ?) | Carl Friedrich Ernst (* 13. Februar 1866; † ?) | Carl Friedrich Ernst (* 13. Februar 1866; † ?) | Carl Friedrich Ernst (* 13. Februar 1866; † ?) | Carl Friedrich Ernst (* 13. Februar 1866; † ?) | Carl Friedrich Ernst (* 13. Februar 1866; † ?) |

### Das Gerichtsverfahren
Zu trauriger Berühmtheit gelangte er durch das Gerichtsverfahren, das ihn des Diebstahls anklagte. Es stellte sich heraus, dass er in den Jahren 1858 und 1859 zahlreiche wertvolle Miniaturen und Malereien aus mittelalterlichen Handschriften und frühen Drucken aus der Universitätsbibliothek und der Stadtbibliothek entwendet hatte. Der damalige Direktor der Universitätsbibliothek Ernst Gotthelf Gersdorf hatte am 13. März 1859 entdeckt, dass Lindner einige zum Teil bereits vermisste Miniaturen und Malereien entwendet hatte. Gersdorf war von dem Buchhändler Theoderich Oswald Weigel in dessen Wohnung eingeladen worden, weil dieser ihm einige seltene Stücke hatte zeigen wollen, die ihm Lindner geliehen hatte. Gersdorf stellte daraufhin am 13. und 14. März weitere Nachforschungen in der Universitätsbibliothek an. Am 15. März wurde Lindners Wohnung in Gemeinschaft mit Gustav Hartenstein, seit 1859 Professor der Philosophie und wissenschaftlicher Bibliothekar, versiegelt. Lindner wurde befragt, leugnete jedoch seine Täterschaft. Als ihm die Stücke vorgelegt wurden, gab er zu, sie aus der Universitätsbibliothek entwendet zu haben. Es gab einen ersten Gerichtsprozess, nach dem Lindner auf Kaution von 5.000 Talern freigelassen wurde.
Im September 1859 jedoch entdeckte Gersdorf den Verlust der 36-zeiligen Bibel und anderer Stücke. Am 24. September wurde Lindner erneut festgenommen. Der Prozess fand vom 27. bis zum 29. Februar 1860 statt.
Er hatte nicht nur Miniaturen und ganze Blätter mit einem Skalpell aus mittelalterlichen Handschriften und frühen Drucken geschnitten, sondern, um einer Entdeckung zu entgehen, Fälschungen an die entsprechenden Stellen der Bücher geklebt.
Die Schätzung des Wertes der einzelnen Handschriften, an denen der Schaden verübt worden war, gestaltete sich schwierig, wurde aber letztendlich auf 1158 Taler und 2 Groschen festgesetzt.
Er wurde zu sechs Jahren Arbeitshaus verurteilt. Die Staatsanwaltschaft in Person von Staatsanwalt Barth prangerte an, dass er als Professor der Theologie dem Ruf der Universität Leipzig einen irreparablen Schaden zugefügt habe, während sein Verteidiger versuchte, sein Verhalten mit Verweis auf seine lange Isolierung in der Kindheit und das Unverständnis für seine Begeisterung für wertvolle Miniaturen und Malereien zu erklären. Er habe die Kunstwerke aus ihrem drohenden Vergessenwerden in den Bibliotheken retten wollen, indem er sie seiner eigenen Sammlung zufügte.
Lindner wurde bei der Verurteilung zugutegehalten, dass er einige Stücke wieder in die Bibliotheken zurückgebracht habe. Sein Verteidiger erinnerte die Anwesenden, dass Lindner vom Tod seiner Kinder 1859 so erschüttert gewesen sei, dass er es als Strafe Gottes für seine Diebstähle ansah, wodurch sein schlechtes Gewissen angeregt wurde.
Sein Anwalt Schrey ging in Berufung, die jedoch vom Oberappellationsgericht in Dresden am 13. April 1860 verworfen wurde. Lindner kam in das Arbeitshaus in Zwickau, wurde 1861 zu einer Gefängnisstrafe begnadigt und 1863 vorfristig aufgrund einer königlichen Begnadigung entlassen.
Die von mehreren Quellen kolportierte Ansicht, sein Vergehen wäre umso schockierender gewesen, da er Moraltheologie gelehrt habe, ist insofern irreführend, als dass sein Vater Friedrich Wilhelm Lindner dieses Fach an der Leipziger Universität lehrte.

## Zeitgenössische Quellen zum Gerichtsverfahren
„Der Lindnersche Proceß, welcher ziemlich ein volles Jahr die öffentliche Meingung vielfach beschäftigte, hat in den diese Woche gepflogenen öffentlichen Bezirksgerichtsverhandlungen sein Ende erreicht und die Verurtheilung des ehemaligen Predigers und Professors der Theologie wegen Diebstahls zu 6 Jahren Arbeitshaus zur Folge gehabt. Der Fall ist, wenn man die Stellung des Mannes bedenkt, ein unerhörter, und die Entrüstung über die der Universitätsbibliothek zugefügten Schäden und Verluste namentlich in der Gelehrtenwelt eine allgemeine. Die Anzahl der von Dr. Lindner aus den wertvollsten Büchern herausgeschnittenen Gegenstände, als Initialen, Holzschnitte, Malereien, Pergamente etc. beträgt zwischen 5 und 600; der Werth der entwendeten Gegenstände über 1100 Thaler, die zum größten Theil bereits von den Angehörigen des Verurtheilten gezahlt worden sind. Unter den defect gemachten Werken befindet sich auch ein altes lateinisches Werk, wo er seinen Diebstahl dadurch zu verdecken suchte, daß er eine bedruckte Seite überklebte. Merkwürdiger Weise ließ er ganz unten am Fuße der Seite die Worte unverdeckt: Noli peccare Deus videt, auf Deutsch: Hüte Dich zu sündigen, Gott sieht’s!“

## Werke
- De Joviniano et Vigilantio – puroris doctrinae quarto et quinto seculo antesignanis. Leipzig 1839.
- Württembergische Chiliasten in Rußland. Aus Pinkertons Russia mitgetheilt, in: Zeitschrift für historische Theologie, Bd. IX, Heft 1, Leipzig 1939.
- De lege... historiae ecclesiasticae scritore literum esse debere a partium studio recte intelligenda, in: Zeitschrift für historische Theologie, Bd. X, Heft 2, Leipzig 1840.
- Rede am 7. Stiftungsfeste des Frauen-Bibelvereins. Dresden 1842.
- Predigten – gehalten in der Universitäts-Kirche zu Leipzig. Leipzig 1844.
- Erinnerung an den verewigten Präses der historisch-theologischen Gesellschaft zu Leipzig, Domherrn Professor Dr. Chr. Fr. Illgen, in:  Zeitschrift für historische Theologie, Bd. XV, Heft 1, Leipzig 1845.
- Symbolae ad historiam theologiae mysticae. De Macario – dissertatio historico-theologica. Leipzig 1846.
- Lehrbuch der christlichen Kirchengeschichte : mit besonderer Berücksichtigung der dogmatischen Entwicklung. Leipzig 1848–1854.
- Zwei Zeitpredigten, in: Dr. G. C. A. Harleß: Abschiedspredigt und Antrittspredigt. Leipzig 1850.
- Martha und Maria. Die innere Mission und die Kirche. Leipzig 1851.
- Die Herrlichkeit der Kirche Christi. Zwei Zeitpredigten. Leipzig 1851.
- Was heißt es ein Kind in Christo seyn?. Leipzig 1851.
- Christologische Predigten. Leipzig 1855. 107 S.
- Viri anonymi apostolici epistola ad Diognetum – ad optimarum editionum fidem recudi. Leipzig 1857.
- Liber de resurrect. Leipzig 1958.[18]
- Quinti Septimii Florentis Tertulliani De anima liber : textum denuo recensuit. Leipzig 1861. 86 S.
- Sachsens große Erinnerungen. Ein Kreis von Gedichten.  Leipzig 1841. 199 S.
- Niclas Brenner, oder die Belagerung Leipzigs im Jahre 1642. Erzählung. Stuttgart 1842.
- Die Wasserkur oder die beiden verlorenen Söhne : Eine Erzählung. Leipzig 1849. 69 S.
- Die Bettlerin und das Lochhaus im Neinigt : Erzählungen. Leipzig 1852.